# Rem (Einheit)
Das Rem, Einheitenzeichen rem (für englisch roentgen equivalent in man) ist die veraltete Einheit für die Äquivalentdosis oder effektive Dosis, ursprünglich abgeleitet von der Einheit für die Ionendosis Röntgen.
Sie wurde am 1. Januar 1978 von der SI-Einheit Sievert (Sv) abgelöst und soll nach Ablauf der Übergangszeit seit 1. Januar 1985 nicht mehr verwendet werden.
1 Rem entspricht 10 Millisievert.
1 Sievert entspricht 100 Rem.